# نبرد رود ایمجین (۱۵۹۲)
نبرد رود ایمجین (به ژاپنی: 臨津江の戦い) یکی از نبردهای وابسته به تهاجم هیده‌یوشی به کره بود که با پیروزی نیروهای ژاپنی به پایان رسید.